# Italienska mästerskapet (beachvolley)
Italienska mästerskapet i beachvolley är en årlig tävling  i Italien. Den arrangeras av Federazione Italiana Pallavolo (FIPAV) för damer och herrar sedan 1994 (sedan 2013 hålls bägge mästerskapen på samma plats). Förutom seniormästerskapet förekommer även U18- och U20-mästerskap. 

## Resultat per år[1]
| Säsong | Damer                | Damer                  | Herrar               | Herrar                      |
| Säsong | Värdort              | Vinnare                | Värdort              | Vinnare                     |
| ------ | -------------------- | ---------------------- | -------------------- | --------------------------- |
| 1994   | Cesenatico           | Bruschini - De Marinis | Cesenatico           | Ghiurghi - Lequaglie        |
| 1995   | Cervia               | Parenzan - Perrotta    | Cervia               | Fracascia-Masciarelli       |
| 1996   | Rom                  | Solazzi - Turetta      | Cervia               | Conte - Sanguanini          |
| 1997   | Barletta             | Gattelli - Perrotta    | Cervia               | Rigo - Marino               |
| 1998   | Porto San Giorgio    | Bruschini - Solazzi    | Cervia               | Rigo - Marino               |
| 1999   | Marina di Ravenna    | Bruschini - Solazzi    | Marina di Ravenna    | Lequaglie - Mascagna        |
| 2000   | Catania              | Del Core - De Marinis  | Catania              | Cordovana - Mascagna        |
| 2001   | Cesenatico           | Bruschini - Solazzi    | Jesolo               | Raffaelli - Pimponi         |
| 2002   | Cagliari             | Bruschini - Solazzi    | Jesolo               | Fenili - Galli              |
| 2003   | Cagliari             | Chiavaro - Malerba     | Jesolo               | Ghiurghi - Mascagna         |
| 2004   | Rimini               | Bruschini - Solazzi    | Jesolo               | Lione - Varnier             |
| 2005   | Sottomarina          | Bruschini - Lunardi    | Jesolo               | Lione-Varnier               |
| 2006   | Lido di Ostia        | Gattelli - Perrotta    | Jesolo               | Fenili - Tomatis            |
| 2007   | Lido di Ostia        | Gioria - Momoli        | Jesolo               | Domenghini - Fenili         |
| 2008   | Vasto                | Gattelli - Perrotta    | Jesolo               | Domenghini - Zaytsev        |
| 2009   | Vasto                | Cicolari - Menegatti   | San Salvo            | Nicolai - Varnier           |
| 2010   | San Salvo            | Campanari - Fanella    | Jesolo               | Matteo Ingrosso - Ingrosso  |
| 2011   | San Salvo            | Mazzulla - Lo Re       | Jesolo               | Fenili - Giumelli           |
| 2012   | Pescara              | Bacchi - Momoli        | Jesolo               | Casadei - Ficosecco         |
| 2013   | Cesenatico           | Menegatti - Orsi Toth  | Cesenatico           | Lupo - Nicolai              |
| 2014   | Catania              | Menegatti - Orsi Toth  | Catania              | Lupo - Ranghieri            |
| 2015   | Catania              | Cicolari - Momoli      | Catania              | Carambula - Ranghieri       |
| 2016   | Catania              | Giombini - Menegatti   | Catania              | Caminati - Rossi            |
| 2017   | Catania              | Giombini - Zuccarelli  | Catania              | Lupo - Nicolai              |
| 2018   | Catania              | Menegatti - Orsi Toth  | Catania              | Caminati - Rossi            |
| 2019   | Caorle               | Toti - Allegretti      | Caorle               | Matteo Ingrosso - Ranghieri |
| 2020   | Caorle               | Breidenbach - Benazzi  | Caorle               | Lupo - Nicolai              |
| 2021   | Caorle               | Toti - Allegretti      | Caorle               | Windisch - Cottafava        |
| 2022   | Caorle               | Menegatti - Gottardi   | Caorle               | Abbiati - Andreatta         |
| 2023   | Bellaria-Igea Marina | Breidenbach - Benazzi  | Bellaria-Igea Marina | Benzi -Bonifazi             |